# Giovanni Alberti (vescovo)
Giovanni Alberti (Firenze, 17 luglio 1540 – Cortona, 2 ottobre 1596) è stato un vescovo cattolico italiano.

## Biografia
Nato a Firenze nel 1540 da Daniello, fu avviato alla carriera ecclesiastica dallo zio materno Onofrio Bartolini Salimbeni, arcivescovo metropolita di Pisa, dal quale ricevette, nel 1556, un canonicato.
Lo stesso arcivescovo lo introdusse alla corte granducale di Cosimo I de' Medici, di cui divenne, nel 1573, ambasciatore a Vienna presso l'imperatore Massimiliano II d'Asburgo. Alla morte di Cosimo I, nel 1574, fu richiamato a Firenze, mentre nel 1577 il nuovo granduca di Toscana Francesco I lo inviò nuovamente presso la sede imperiale, ora occupata da Rodolfo II.
Nel 1583 fu nominato arcivescovo di Pisa, ma al suo ritorno in Toscana fu accusato di simonia. Egli riuscì a scagionarsi dalle accuse, ma dovette rinunciare all'arcidiocesi. Nel 1585 fu inviato presso il neoeletto pontefice Sisto V, che il 15 luglio dello stesso anno lo nominò vescovo di Cortona. Ricevette la consacrazione episcopale il 4 agosto seguente nella chiesa di San Giacomo degli Spagnoli a Roma dalle mani del cardinale Giovanni Battista Castagna, cardinale presbitero di San Marcello (poi papa).
Nello stesso anno lo nominò collaterale in Campidoglio. Nel 1588, sostituito nell'incarico di oratore toscano, tornò a Cortona, dove fece eseguire lavori al palazzo episcopale.
Nel 1592 il neoeletto pontefice lo creò suo parente e lo nominò governatore di Fermo, nel 1594 governatore di Ancona e nel 1595 di Camerino. 
Morì a Cortona nel 1596 e fu sepolto nella cattedrale.

## Genealogia episcopale
La genealogia episcopale è:
- Cardinale Girolamo Verallo
- Papa Urbano VII
- Vescovo Giovanni Alberti